# Steven T. Kuykendall
Steven T. Kuykendall, född 27 januari 1947 i McAlester i Oklahoma, död 23 januari 2021 i Long Beach, Kalifornien, var en amerikansk republikansk politiker. Han var ledamot av USA:s representanthus 1999–2001.
Kuykendall utexaminerades 1968 från Oklahoma City University och avlade 1974 masterexamen vid San Diego State University. Han tjänstgjorde i Vietnamkriget i USA:s marinkår. Kuykendall blev 1998 invald i representanthuset och efterträdde Jane Harman i januari 1999 som kongressledamot. I kongressvalet 2000 ställde han upp för omval men besegrades av Harman.